# بوب شابمان
بوب شابمان (بالإنجليزية: Bob Chapman)‏ (18 أغسطس 1946 في المملكة المتحدة - ) هو لاعب كرة قدم بريطاني في مركز الدفاع. لعب مع شروزبري تاون ونادي بيرتن ألبيون ونوتس كاونتي ونوتينغهام فورست وتلسا رافنكس.